# Ludovic
Ludovica
Pour les articles homonymes, voir Ludovic (homonymie) et (292) Ludovica.
Cette page présente le prénom Ludovic ainsi que ses variantes.
Ludovic est un prénom d'origine germanique. Ludovica est son équivalent féminin. Il est basé sur les éléments hlod  « gloire » et wig « combat ». Les prénoms Louis et Clovis ont les mêmes racines.

## Saint Patron et fête
Par son étymologie commune avec Louis, le saint patron des Ludovic est soit Saint Louis, roi de France, fêté le 25 août, soit saint Louis de Gonzague, fêté le 21 juin.
Il existe également un Ludovic, fêté le 1er avril : Ludovic Pavoni (° 11 septembre 1784 - † 1er avril 1849), prêtre à Brescia (Italie), fondateur de la Congrégation des Fils de Marie Immaculée (en latin Congregatio Filiorum Mariae Immaculatae), béatifié en 1947,.

## Popularité

### France
- 116 377 personnes ont été prénommées Ludovic en France[Quand ?] depuis 1940.
- Ludovic figure au 61e rang des prénoms les plus donnés en France[Quand ?] depuis 1940.
- Ludovic a été le plus donné en France en 1977.
- En Corse, ce prénom se dit Luduvicu.

### Québec
En 2005, 108 enfants québécois ont reçu comme prénom Ludovic  qui se présentait alors au 59e rang des prénoms les plus donnés cette année-là, soit 0,7 % des prénoms donnés à des bébés masculins québécois. 
Ludovic n'a jamais compté parmi les 20 prénoms masculins les plus populaires par décennie au Québec entre 1800 et 2005.

## Personnes portant ce prénom
Ludovic
- Pour l'ensemble des articles sur les personnes portant ce prénom, consulter :
  - la liste des articles dont le titre commence par ce prénom
  - les listes produites par Wikidata : Liste des personnes de prénom « Ludovic » — même liste en incluant les éventuels prénoms composés qui contiennent « Ludovic ».

Ludovica
- Pour l'ensemble des articles sur les personnes portant ce prénom, consulter :
  - la liste des articles dont le titre commence par ce prénom
  - les listes produites par Wikidata : Liste des personnes de prénom « Ludovica » — même liste en incluant les éventuels prénoms composés qui contiennent « Ludovica ».